# Sisicus volutasilex
Sisicus volutasilex là một loài nhện trong họ Linyphiidae.
Loài này thuộc chi Sisicus. Sisicus volutasilex được miêu tả năm 2007 bởi Dupérré & Paquin.